# Giuseppe Moretti (botànic)

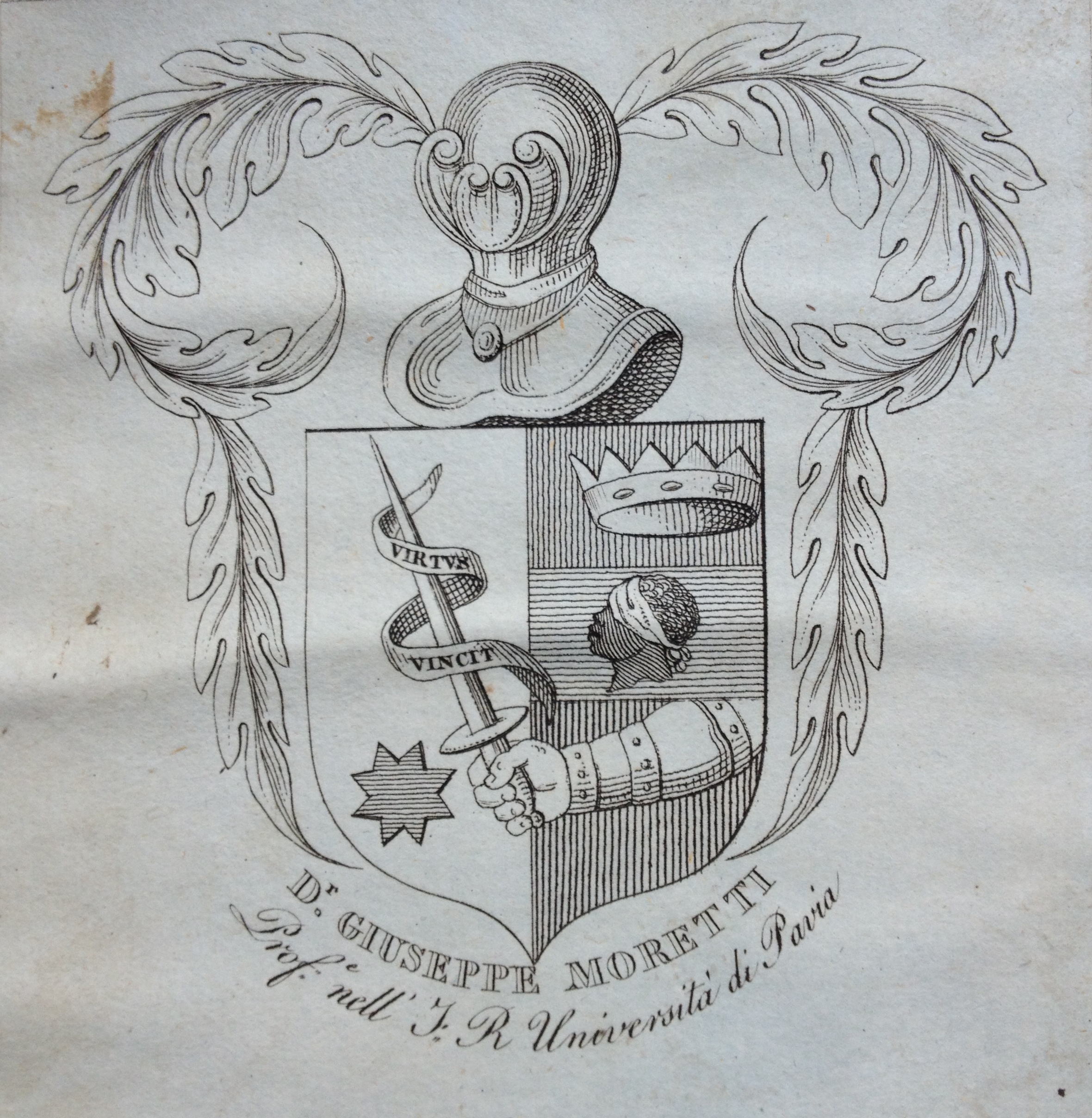
Giuseppe Moretti's ex libris

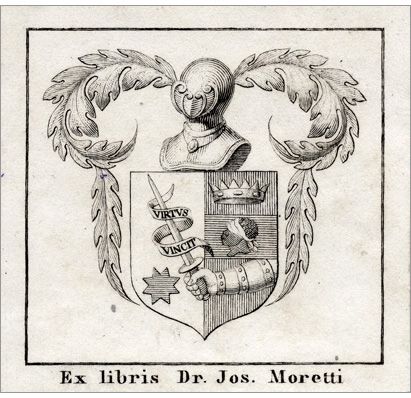
Giuseppe Moretti's ex libris

Giuseppe Moretti (1782-1853) va ser un botànic italià. Professor de botànica a la Universitat de Pavia del 1826 al 1853 i el Prefecte del Jardí Botànic de Pavia. 

Entre les seves obres principals es troba Il botanico italiano: ossia discussioni sulla flora italica del 1826.
El gènere Morettia dins la família brassicàcia l'honora.
Entre altres espècies va descriure la de l'orquídia present als Països Catalans Ophrys bertolonii.